# ケイリゾン・デ・ソウザ・カルネイロ
ケイリゾン・ジ・ソウザ・カルネイロ（Keirrison de Souza Carneiro, 1988年12月3日 - ）は、ブラジル・マットグロッソ・ド・スル州ドウラドス出身のサッカー選手。アメリカのパームビーチ・スターズ (Palm Beach Stars) 所属。ポジションはフォワード。

## 経歴
父親のアジール・カルネイロはオペラリオFCでプレーするフォワードだった。彼は「K」というアルファベットが好きであり、またドアーズのボーカルジム・モリソンも好きだったため、息子に「ケイリゾン (Keirrison)」という名を授けた。
幼少期には父親主催のサッカースクールで練習しており、2000年に行われたユース大会でゴールを量産。CRフラメンゴやサントスFCなどの有名クラブを巻き込んだ争奪戦が起こり、パラナ州の企業家グループが保有権を買い取りコリチーバFCのユースチームに所属させた。2007年にトップチームに昇格すると、同年にはブラジル・セリエBでチームトップとなる12ゴールを挙げ、クラブの昇格及びリーグ優勝に大きく貢献した。2008年には2008 カンピオナート・ブラジレイロ・セリエAで21ゴールを決め、ワシントン、クレーベル・ペレイラと得点王を分け合った。この年には公式戦で41得点を記録した。10代にしてコリチーバのエース、そしてブラジル国内屈指のストライカーとなったケイリゾンへの評価は高く、「ロマーリオ2世」と称された。その活躍からFCバルセロナ、バレンシアCF、リヴァプールFCなどヨーロッパのビッグクラブも獲得を狙っていた。
2009年1月、SEパウメイラスに移籍した。カンピオナート・パウリスタでは16試合で13得点し、コパ・リベルタドーレスのグループリーグでは6得点するなど、移籍直後から得点を量産した。
2009年7月23日、移籍金1500万ユーロでバルセロナへ移籍した。7月28日、ポルトガルのSLベンフィカに1年間の契約でレンタル移籍した。プレシーズンマッチのセルティックFC戦で初得点を決めた。2009-10シーズンはオスカル・カルドソ、ハビエル・サビオラ、ヌーノ・ゴメスに次ぐ4番手フォワードとされ、5試合199分間の出場に留まった。
2010年1月31日にACFフィオレンティーナへ、買取オプションの優先交渉権を伴った2シーズンのレンタル移籍をすることになったが、半年でバルセロナに帰還。2010年7月、サントスFCにレンタル移籍した。2011年8月からはクルゼイロECにレンタル移籍している。2012年3月にはコリチーバへレンタルで復帰した。2014年夏にはコリチーバへ完全移籍した。多額の移籍金を費やしたバルセロナでは一度もプレーすることは無く、プレシーズンマッチの出場すらなかった。
2015年シーズンも1試合無得点に留まる中、同年12月にクラブの給料未払いに対して提訴し契約を解除した。
2016年3月にロンドリーナECへ加入。翌年1月にプリメイラ・リーガのFCアロウカと1年半の契約を締結した。
2017年7月にコリチーバと再び契約。翌年1月、シーズンローンでロンドリーナへ復帰した。
2020年10月からアメリカのパームビーチ・スターズに所属。

## 人物
憧れの選手はロマーリオとロナウドである。ロマーリオのフィニッシュ能力、ロナウドのサッカーに対する情熱を手本にしている。
2015年に当時2歳の息子を亡くしている。

## タイトル

### クラブ
コリチーバ
- カンピオナート・ブラジレイロ・セリエB : 2007
- カンピオナート・パラナエンセ : 2008

ベンフィカ
- プリメイラ・リーガ : 2009-10

サントス
- カンピオナート・パウリスタ : 2011
- コパ・リベルタドーレス : 2011

### 個人
- カンピオナート・ブラジレイロ・セリエA得点王 : 2008（21得点）
- カンピオナート・ブラジレイロ・セリエA新人王 : 2008

## 個人成績
| 国内大会個人成績 | 国内大会個人成績   | 国内大会個人成績 | 国内大会個人成績 | 国内大会個人成績 | 国内大会個人成績 | 国内大会個人成績 | 国内大会個人成績 | 国内大会個人成績 | 国内大会個人成績 | 国内大会個人成績 | 国内大会個人成績 |
| 年度             | クラブ             | 背番号           | リーグ           | リーグ戦         | リーグ戦         | リーグ杯         | リーグ杯         | オープン杯       | オープン杯       | 期間通算         | 期間通算         |
| 年度             | クラブ             | 背番号           | リーグ           | 出場             | 得点             | 出場             | 得点             | 出場             | 得点             | 出場             | 得点             |
| ブラジル         | ブラジル           | ブラジル         | ブラジル         | リーグ戦         | リーグ戦         | ブラジル杯       | ブラジル杯       | オープン杯       | オープン杯       | 期間通算         | 期間通算         |
| ---------------- | ------------------ | ---------------- | ---------------- | ---------------- | ---------------- | ---------------- | ---------------- | ---------------- | ---------------- | ---------------- | ---------------- |
| 2007             | コリチーバ         |                  | セリエB          | 32               | 12               | 6                | 0                |                  |                  |                  |                  |
| 2008             | コリチーバ         | 9                | セリエA          | 31               | 21               | 3                | 2                |                  |                  |                  |                  |
| 2009             | パウメイラス       | 9                | セリエA          | 7                | 5                |                  |                  | 13               | 6                |                  |                  |
| ポルトガル       | ポルトガル         | ポルトガル       | ポルトガル       | リーグ戦         | リーグ戦         | リーグ杯         | リーグ杯         | ポルトガル杯     | ポルトガル杯     | 期間通算         | 期間通算         |
| 2009-10          | ベンフィカ         |                  | プリメイラ       | 5                | 1                |                  |                  |                  |                  |                  |                  |
| イタリア         | イタリア           | イタリア         | イタリア         | リーグ戦         | リーグ戦         | イタリア杯       | イタリア杯       | オープン杯       | オープン杯       | 期間通算         | 期間通算         |
| 2009-10          | フィオレンティーナ |                  | セリエA          | 10               | 3                |                  |                  |                  |                  |                  |                  |
| ブラジル         | ブラジル           | ブラジル         | ブラジル         | リーグ戦         | リーグ戦         | ブラジル杯       | ブラジル杯       | オープン杯       | オープン杯       | 期間通算         | 期間通算         |
| 2010             | サントス           |                  | セリエA          | 11               | 3                |                  |                  |                  |                  |                  |                  |
| 2011             | サントス           |                  | セリエA          | 2                | 1                |                  |                  |                  |                  |                  |                  |
| 2011             | クルゼイロ         |                  | セリエA          | 8                | 1                |                  |                  |                  |                  |                  |                  |
| 2012             | クルゼイロ         |                  | セリエA          |                  |                  |                  |                  |                  |                  |                  |                  |
| 通算             | ブラジル           | ブラジル         | セリエA          | 59               | 31               |                  |                  |                  |                  |                  |                  |
| 通算             | ブラジル           | ブラジル         | セリエB          | 32               | 12               |                  |                  |                  |                  |                  |                  |
| 通算             | ポルトガル         | ポルトガル       | スーペル         | 5                | 1                |                  |                  |                  |                  |                  |                  |
| 通算             | イタリア           | イタリア         | セリエA          | 10               | 3                |                  |                  |                  |                  |                  |                  |
| 総通算           |                    |                  |                  |                  |                  |                  |                  |                  |                  |                  |                  |